# نيكوس كاليس
نيكوس كاليس مواليد 20 أبريل 1987 في لاريسا، هو لاعب كرة سلة يوناني. بدأ مسيرته الاحترافية في سنة 2006. يلعب في الدوري اليوناني لكرة السلة كلاعب وسط. يحمل الرقم 14. يبلغ طوله 6 قدم 11 بوصة (2.1 م). لعب مع نادي إراكليس سالونيك لكرة السلة ونادي بانلفسينياكوس لكرة السلة.

## روابط خارجية
- نيكوس كاليس على موقع الدوري الأوروبي لكرة السلة (الإنجليزية)
- نيكوس كاليس على موقع كرة السلة الأوروبية.كوم (الإنجليزية)
- نيكوس كاليس على موقع DraftExpress.com (الإنجليزية)
- نيكوس كاليس على موقع ريلجم (الإنجليزية)
- نيكوس كاليس على موقع بروبوليرز (الإنجليزية)
- نيكوس كاليس على موقع سبورتس رفرنس (الإنجليزية)